# アドリアーネ・ガリステウ
アドリアーネ・ケレーメン・ガリステウ・イオーディス（Adriane Kelemen Galisteu Iódice、1973年4月18日 - ）は、ブラジルのモデル、司会者。
1994年5月1日にレース中に事故死したF1ドライバー、アイルトン・セナの最後の恋人であり、当時日本ではアドリアーナと表記されていた。
セナとの交際がブラジルのメディア界で活躍するきっかけとなり、1995年にはブラジルのPLAYBOYに出現し、MTV Brazilで（英語） VJを務めた。
| スタブアイコン | サブスタブ | この項目は、まだ閲覧者の調べものの参照としては役立たない、人物に関連した書きかけの項目です。この項目を加筆・訂正などしてくださる協力者を求めています（P:人物伝/PJ:人物伝）。 |